# رائول میرلس
رائول ژوزه ترینداجه میرلس (پرتغالی: Raul José Trindade Meireles؛ زادهٔ ۱۷ مارس ۱۹۸۳) بازیکن فوتبال اهل پرتغال است.
میرلس سابقه بازی در تیم‌های بوآویستا، پورتو، لیورپول، چلسی و فنرباغچه را دارد. وی همچنین ۷۳ بازی و ۱۰ گل ملی در کارنامه دارد.

## جنجال حرکت دست در جام‌جهانی ۲۰۱۴
در جام جهانی سال ۲۰۱۴ برزیل، در بازی تیم‌ملی کشور پرتغال در برابر آلمان، پس از نشان‌داده‌شدن کارت قرمز توسط میلوراد ماژیچ، و اخراج پپه هم‌تیمی رائول میرلس، رائول میرلس با دست حرکتی انجام داد که برخی آن را توهین به داوری قلمداد کردند، اما فدراسیون فوتبال پرتغال بلافاصله در دفاع از رائول میرلس، و جلوگیری از هرگونه محرومیت احتمالی فیفا اعلام کرد که حرکت میرلس به هیچ وجه به معنای توهین به داور نبوده، چراکه وی اگر قصد توهین می‌داشت می‌بایست انگشت میانی خود را به سمت داور می‌گرفت اما در تصاویر میرلس انگشتان اشارهٔ خود را نشان داده‌است و او فقط می‌خواسته‌است که دستورات پائولو بنتو مربی تیم را به برونو آلوز بازیکن دیگر تیم‌پرتغال برساند.

## افتخارات

### باشگاهی
پورتو

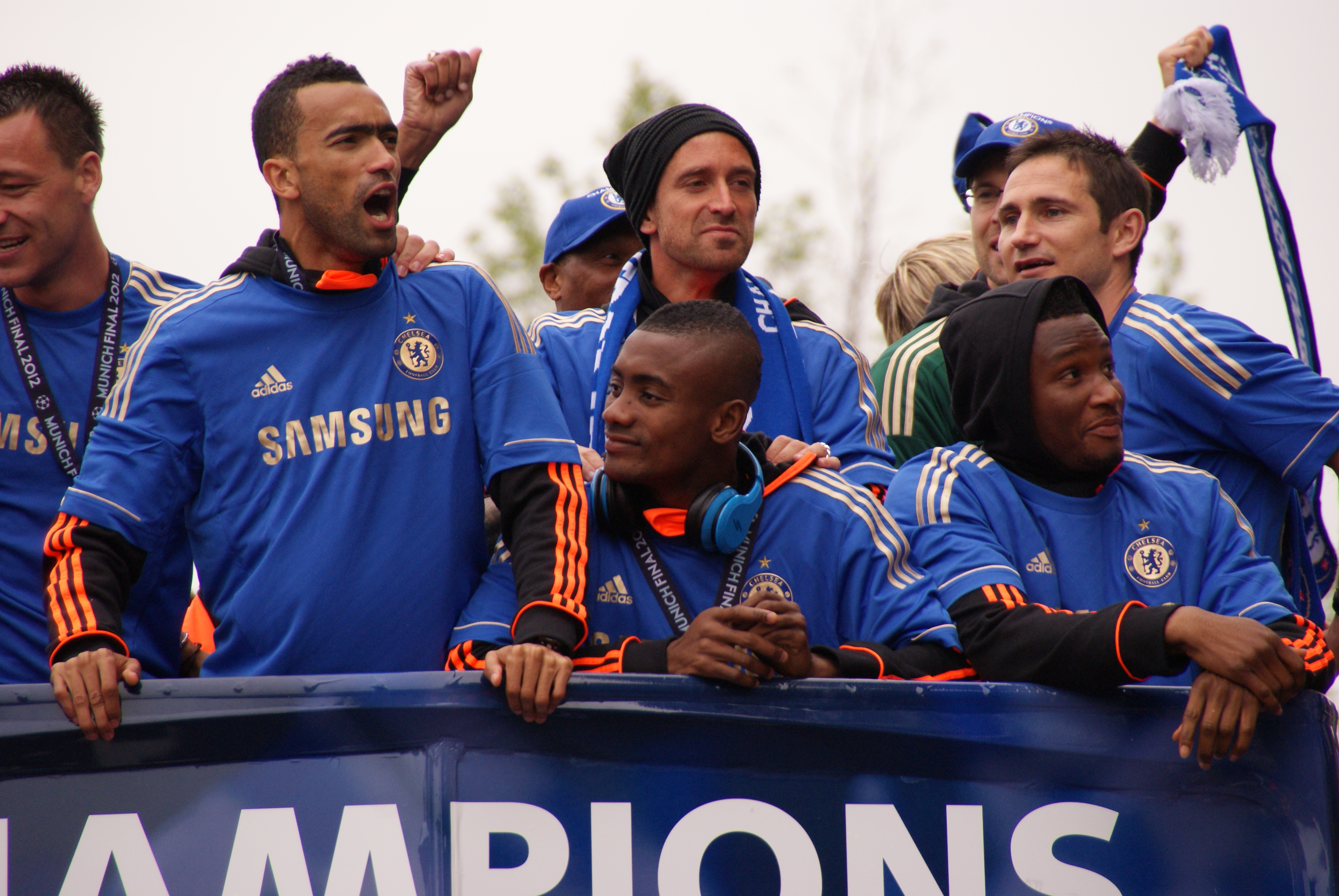
میرلس (وسط) در جشن قعرمانی چلسی پس از موفقیت در فینال لیگ قهرمانان اروپا ۲۰۱۲.

- لیگ برتر فوتبال پرتغال: ۰۶–۲۰۰۵, ۰۷–۲۰۰۶, ۰۸–۲۰۰۷, ۰۹–۲۰۰۸
- جام حذفی فوتبال پرتغال: ۰۶–۲۰۰۵, ۰۹–۲۰۰۸, ۱۰–۲۰۰۹
- سوپر جام فوتبال پرتغال: ۲۰۰۶, ۲۰۰۹, ۲۰۱۰

لیورپول
- جام اتحادیه باشگاه‌های انگلستان: ۱۲–۲۰۱۱[۴]

چلسی
- جام حذفی فوتبال انگلستان: ۱۲–۲۰۱۱
- لیگ قهرمانان اروپا: ۱۲–۲۰۱۱

فنرباغچه
- سوپر لیگ فوتبال ترکیه: ۱۴–۲۰۱۳
- جام حذفی فوتبال ترکیه: ۱۳–۲۰۱۲
- سوپر جام فوتبال ترکیه: ۲۰۱۴